# Paola Romano
 Paola Romano  (n. 17 septembrie 1951, Monterotondo, Lazio, Italia) este o sculptoriță și pictoriță italiană.

## Viața și Opera
Paola Romano s-a născut la 17 septembrie 1951 în localitatea Monterotondo,  în Provincia Roma.
El a început formarea sa artistică la Roma, unde a urmat cursurile la Universitatea de Arte (RUFA).
Ia parte la a 54-a Beinnale d'arte di Venezia în 2011.
Faimoasă este opera sa "Luna sospesa bianca" din 2011.

### Premii
- Premiul internațional Arcaista (Tarquinia, 2007),
- Approdi d'autore (Ischia 2007),
- Premiu Roma (2009).